# Ký sinh nuôi dưỡng

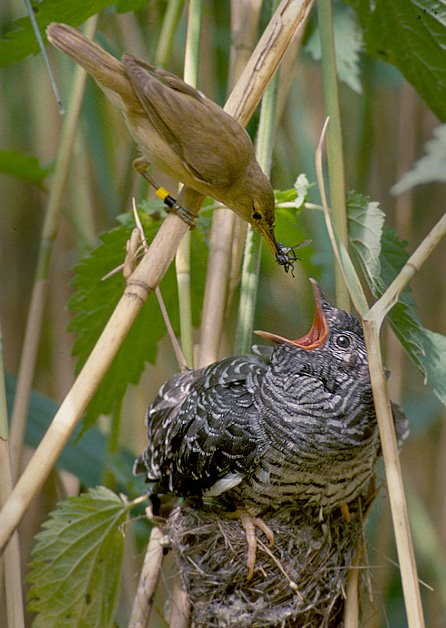
Chim chích sậy nuôi một con chim cu cu

Ký sinh nuôi dưỡng (brood parasite) là động vật đánh lừa và trao con cái hoặc trứng cho động vật khác chăm sóc nuôi dưỡng. Cách thức ký sinh này xuất hiện trong một số các loài côn trùng, cá, và chim. Các ký sinh nuôi dưỡng bằng cách nào đó điều khiển vật chủ nuôi, hoặc là của cùng loài hoặc là loài khác, để nuôi con non như thể là con của vật chủ.
Loài chim ký sinh nuôi dưỡng nội loài thường giảm thiểu nguy cơ mất trứng bằng cách phân phối trứng giữa các chủ nuôi khác nhau. Một số chim còn tham gia vào nuôi con non hoặc xây dựng tổ, cho phép chúng dành nhiều thời gian hơn vào các hoạt động khác như tìm kiếm thức ăn và sinh con. Những hành vi ký sinh thường gây thiệt hại cho chủ nhà, và thường dẫn đến một cuộc chạy đua tiến hóa giữa ký sinh và chủ nuôi.
Các côn trùng ký sinh thì đẻ trứng vào vật chủ. Các ấu trùng có thể bám ngoài hay chui vào trong cơ thể vật chủ, hút chất dinh dưỡng để phát triển. Khi ấu trùng đủ lớn thì vật chủ thường bị chết, trở thành vỏ kén cho nhộng của ký sinh.

## Chim
Khoảng 56 loài chim dạng cu cu ở Cựu Thế giới và 3 loài ở Tân Thế giới, các loài tu hú,... là chim đẻ trứng nhờ, tức ký sinh nuôi dưỡng. Chúng đẻ trứng trong tổ của các loài chim khác. Trứng của chúng nở sớm hơn của chim chủ, và chim non của chúng cũng lớn nhanh hơn chim non của chim chủ. Trong phần lớn các trường hợp con chim non này sẽ đẩy trứng hay chim non của chim chủ ra khỏi tổ. Con chim non này không có thời gian để học hành vi này, vì thế nó phải là bản năng được di truyền. Chim mẹ vẫn nuôi chim non nếu đây là con của nó, cái mỏ há của chim non đóng vai trò của tín hiệu kích thích để chim chủ cho nó ăn.

## Cá

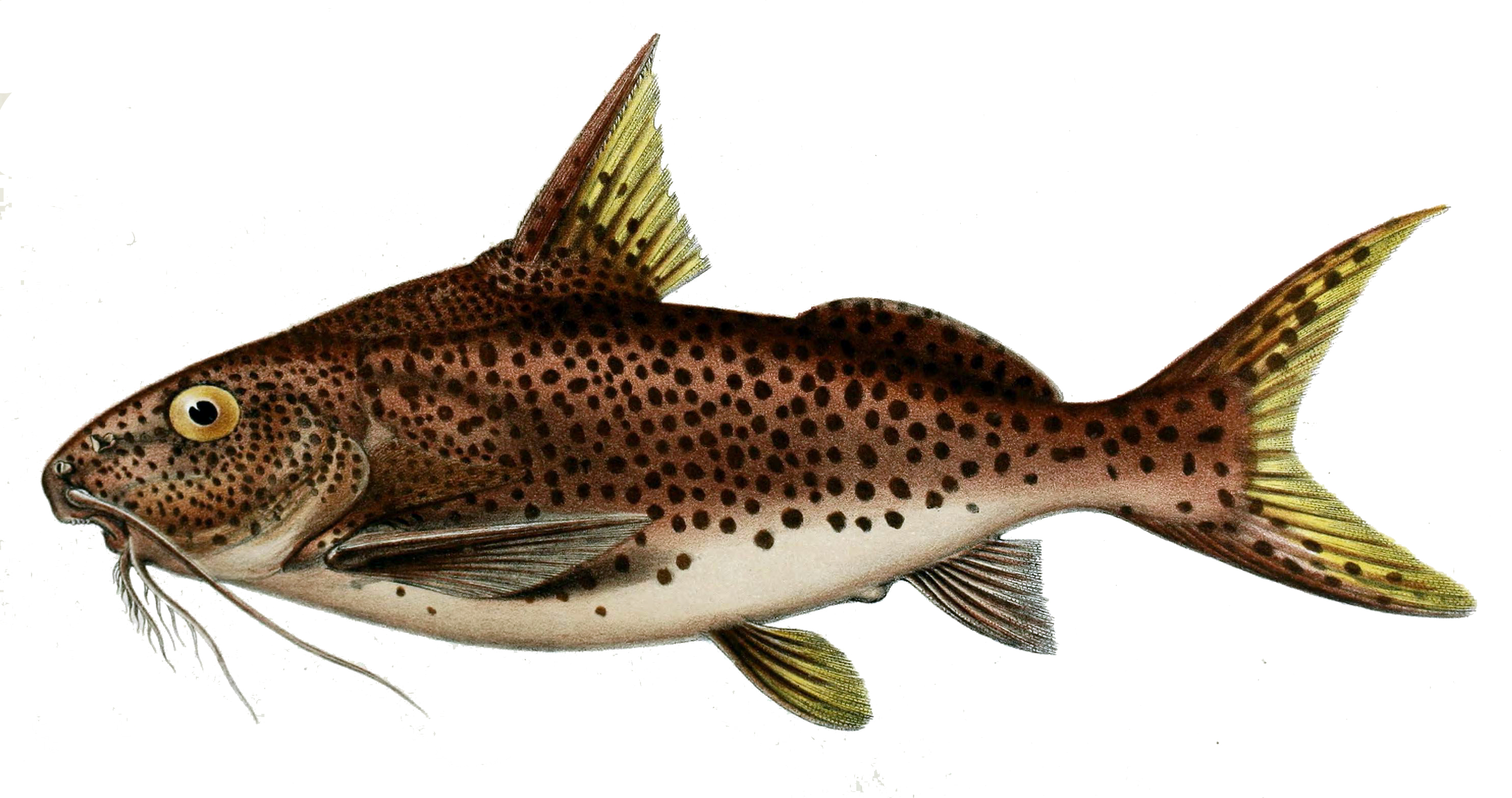
Synodontis multipunctatus

Cá da trơn Mochokidae là Synodontis multipunctatus ở hồ Tanganyika, là một loài ký sinh nuôi dưỡng. Chủ nuôi là cá Cichlid, một loài thuộc Họ Cá hoàng đế(?), có tập tính ủ trứng và bảo vệ con non trong miệng. Cá da trơn đẻ trứng lẫn vào trứng của chủ nuôi, và theo cách thức cạnh tranh trứng mochokidae nở trước khi trứng riêng của chủ nhà nở. Cá mochokidae con ăn cá con cá chủ bên trong miệng của chủ nhà, có hiệu quả chiếm hầu như toàn bộ đầu tư của cha mẹ chủ nuôi.

## Côn trùng
Có rất nhiều dòng ong cúc cu (Cuckoo bee) khác nhau đều đẻ trứng trong các ô của tổ ong của loài khác trong cùng họ.
Bướm ký sinh Phengaris rebeli thì thực hiện đánh lừa kiến Myrmica schencki đưa con của nó vào tổ của kiến. Các hóa chất do ấu trùng bướm phát ra gây kiến chủ nhầm lẫn, và tin rằng ấu trùng P. rebeli thực sự ấu trùng kiến, nên kiến đưa về và chăm sóc đến khi trưởng thành.